# Port Klang
Port Klang város a Maláj-félsziget középső részének nyugati partján. Kuala Lumpurtól mintegy 40 km-re délnyugatra, Klangtól 6 km-re DNy-ra fekszik.
Malajzia legfőbb kikötője és egyben a világ egyik legnagyobb konténerkikötője.
A gyarmati időkben Port Swettenham néven volt ismert, majd 1972-ben kapta mai nevét.

## Galéria

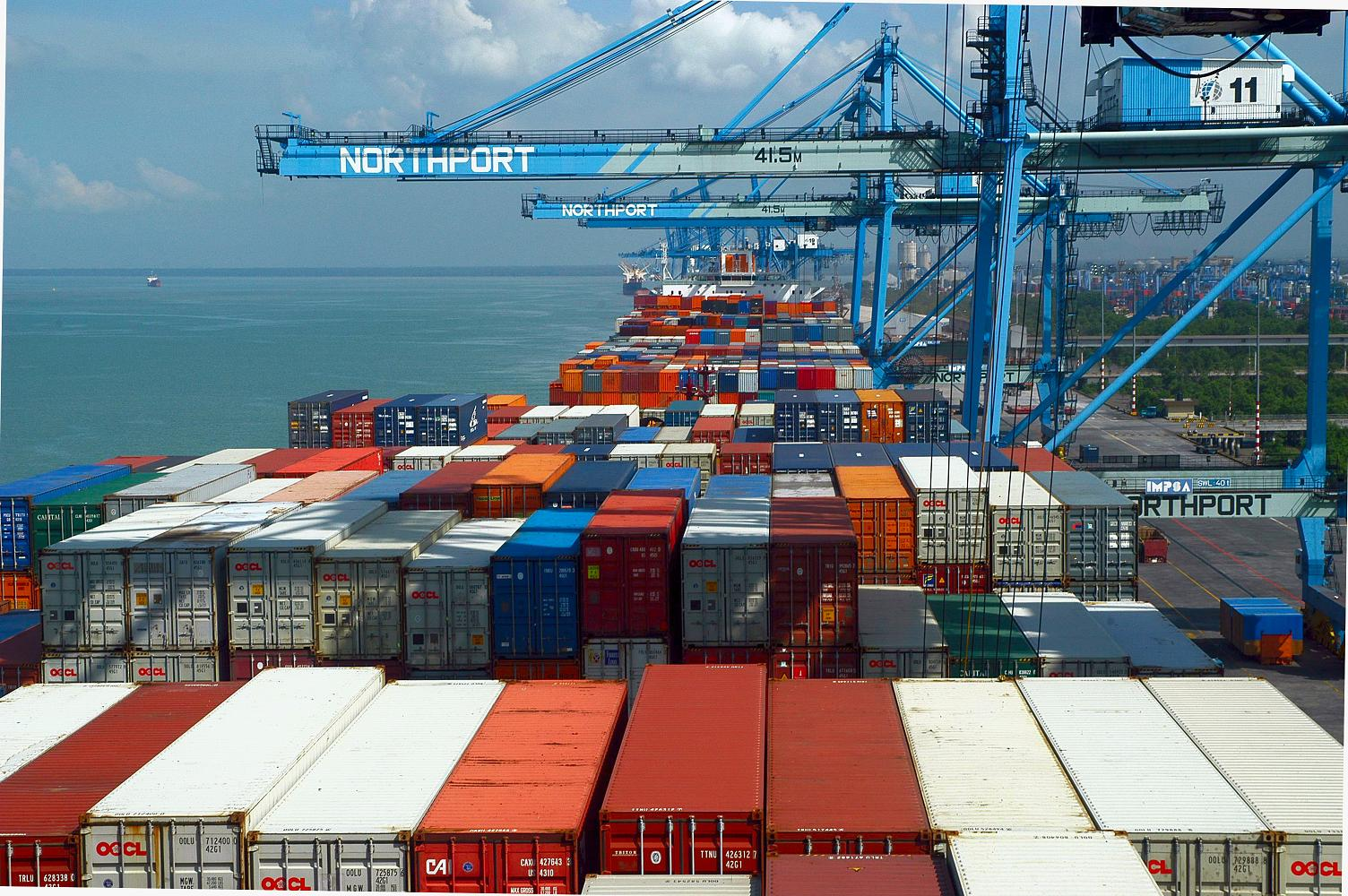
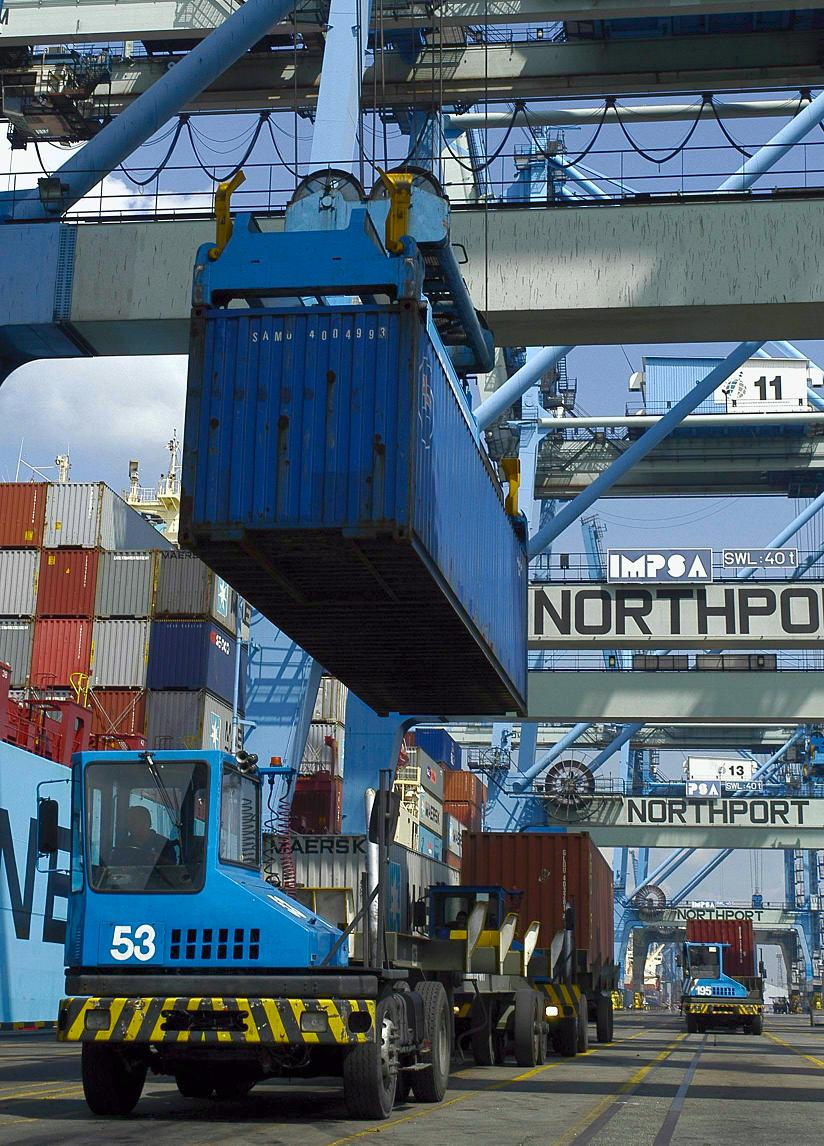
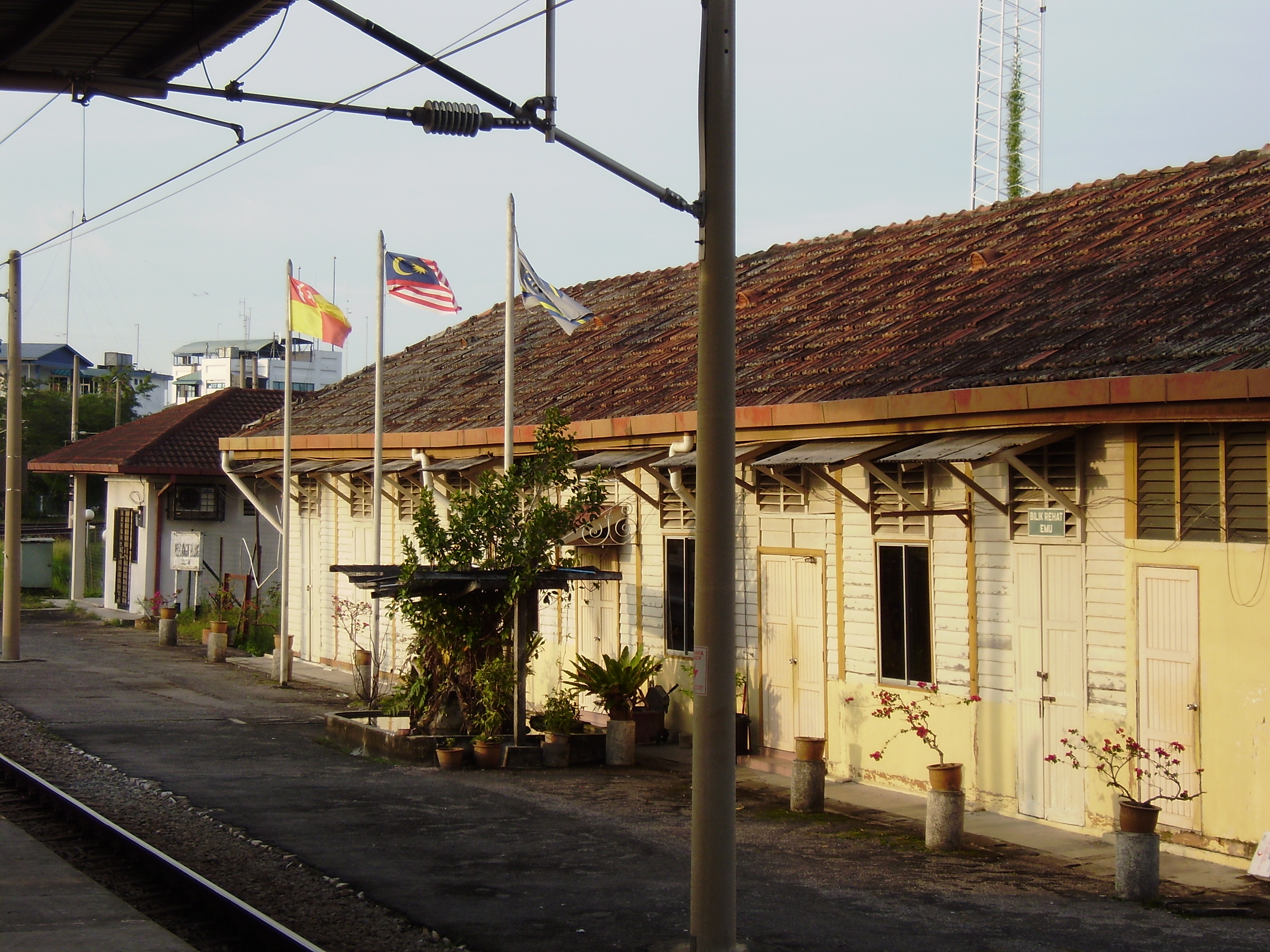
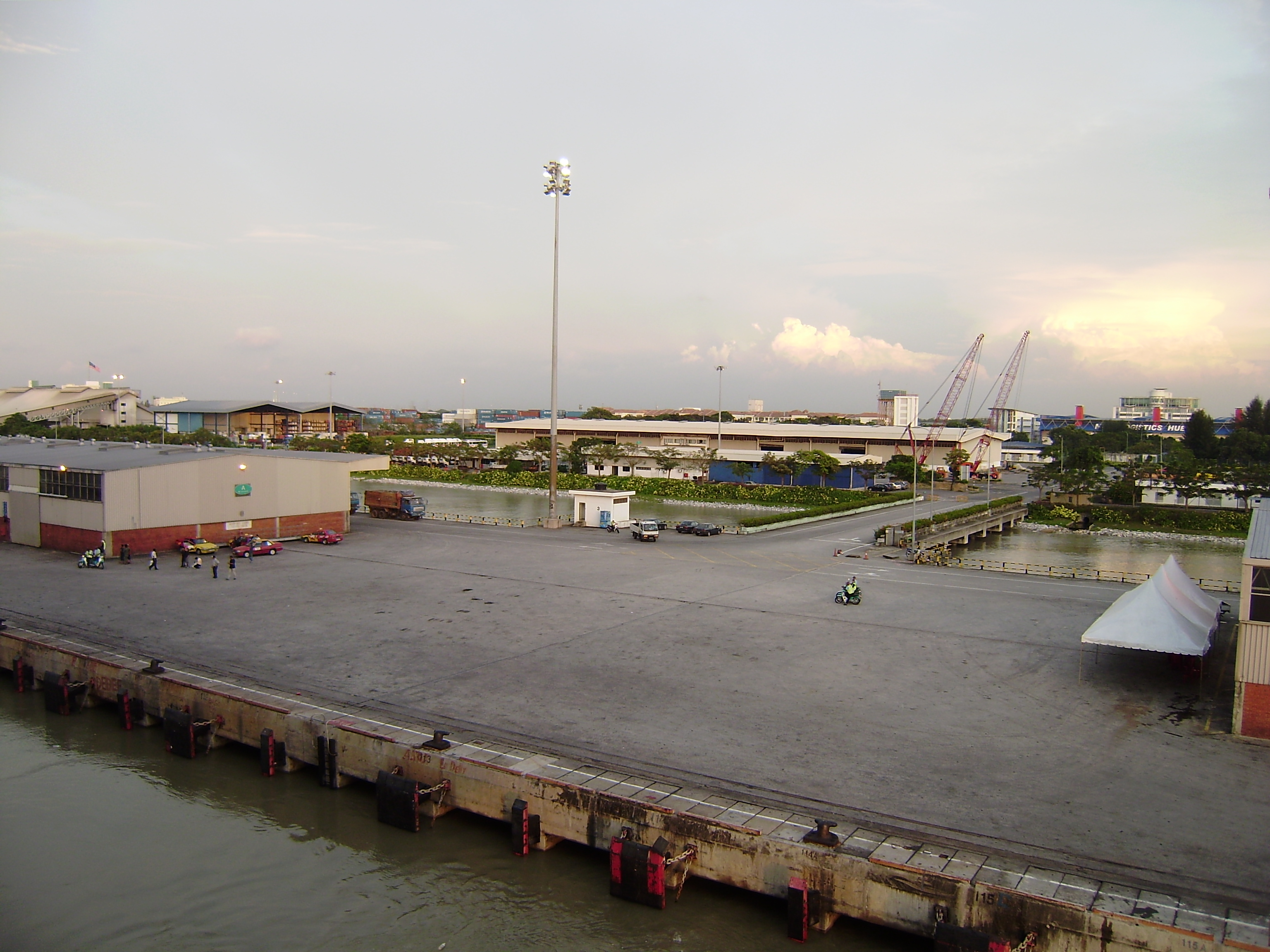

## Fordítás
- Ez a szócikk részben vagy egészben  a   Port Klang című angol Wikipédia-szócikk fordításán alapul.  Az eredeti cikk szerkesztőit annak laptörténete sorolja fel. Ez a jelzés csupán a megfogalmazás eredetét és a szerzői jogokat jelzi, nem szolgál a cikkben szereplő információk forrásmegjelöléseként.